# Chaetanaphothrips signipennis
Chaetanaphothrips signipennis är en insektsart som först beskrevs av Bagnall 1914.  Chaetanaphothrips signipennis ingår i släktet Chaetanaphothrips och familjen smaltripsar. Inga underarter finns listade i Catalogue of Life.